# 舞姫 (印西市)
舞姫（まいひめ）は、千葉県印西市の町丁。現行行政地名は舞姫一丁目から舞姫三丁目。郵便番号270-1608。

## 地理
北は若萩、東は美瀬、南は瀬戸、西は鎌苅に隣接している。

## 世帯数と人口
2017年（平成29年）10月31日現在の世帯数と人口は以下の通りである。
| 丁目       | 世帯数  | 人口    |
| ---------- | ------- | ------- |
| 舞姫一丁目 | 99世帯  | 291人   |
| 舞姫二丁目 | 376世帯 | 978人   |
| 舞姫三丁目 | 16世帯  | 42人    |
| 計         | 491世帯 | 1,311人 |

## 小・中学校の学区
市立小・中学校に通う場合、学区は以下の通りとなる。
| 丁目       | 番地 | 小学校                 | 中学校             |
| ---------- | ---- | ---------------------- | ------------------ |
| 舞姫一丁目 | 全域 | 印西市立いには野小学校 | 印西市立印旛中学校 |
| 舞姫二丁目 | 全域 | 印西市立いには野小学校 | 印西市立印旛中学校 |
| 舞姫三丁目 | 全域 | 印西市立いには野小学校 | 印西市立印旛中学校 |

## 施設

### 一丁目
- 市立医科器械歴史資料館
- 印西警察署日本医大駅前駐在所

### 二丁目
- 印西市立印旛中学校

### 三丁目
- 松虫姫公園

## 交通

### 鉄道
地内に鉄道は通っていない。若萩にある北総鉄道北総線の印旛日本医大駅が利用できる。

### 道路
- 国道
  - 国道464号